# Sulyok György
Sulyok György a források szerint lekcsei (? – 1538?) pécsi megyés püspök.
Az 1940-es sematizmus szerint 1526-tól 1535-ig, majd 1537-től 1538-ig volt Pécs püspöke. 1539. június 9-étől került a helyére Eszéki János, nem kizárt, hogy ekkor már halott volt.
A magyarországi belviszályok idején Szapolyai János hívének számított. Dokumentumok szerint helyeselte a király török-szövetségét.
Egyik végrendeletében Szapolyaira hagyja a püspökség szőlőjéből kitermelt 100 akó bort.